# Croix des Blanques
Les croix des Blanques sont des monuments situés à Alvimare, en Normandie.

## Localisation
Les deux croix sont situées le long d'un chemin C.V.O. 4, l'une face à l'autre et non loin du domaine des Branques.

## Légende
Ces croix, près de la chapelle, sont liées à la légende d'une demoiselle de Mauny, « d'une beauté ensorcelante », qui refusait de choisir entre deux seigneurs qui la courtisaient et qui se battirent dans un duel sans merci, au cours duquel ils perdirent tous les deux, la vie. La plus haute croix serait à la mémoire de celui qu'elle aimait en secret...

## Historique
La croix est datée du XIVe siècle ou du XVe siècle.
Les croix signalent des limites de domaines.
La seconde croix date d'une remise en état des environs de la moitié du XIXe siècle.
Le monument le plus grand et le plus ancien est classé comme monument historique depuis le 10 novembre 1913.